# Anapanasati
L'Ānāpānasati (pali; sànscrit: ānāpānasmṛti; xinès: 安那般那; pinyin: ānnàbānnà; singalès: ආනා පානා සති), que significa "atenció a la respiració" ("sati" significa l'atenció plena, "Anapana" es refereix a la inspiració i expiració), és una forma de meditació budista comuna a les escoles budistes tibetanes, zen, tiantai, i theravada, i també a programes occidentals de basats en la mindfulness. Anapanasati significa sentir les sensacions causades pels moviments de la respiració en el cos, com es practica en el context de l'atenció. Segons la tradició, l'anapanasati el va ensenyar originalment Buda en diversos sutres incloent l'Ānāpānasati Sutta. (MN 118)